# سد فینسک
سد فینِسک، طرح ساخت یک سد از نوع سنگریزه‌ای با هسته رسی در شهرستان مهدیشهر استان سمنان و در فاصله ۷۰ کیلومتری شمال‌شرقی شهر سمنان است. قرار است سد فینسک در نزدیکی روستای تلاجیم و بر روی رودخانه سفیدرود که از سرشاخه‌های تجن است ساخته شود.
کل حجم مخزن سد ۱۱٬۷۸ میلیون متر مکعب است که با هدف تأمین ۷٫۵ میلیون متر مکعب آب شرب در سال برای شهرستان‌های مهدیشهر، سمنان و سرخه ساخته می‌شود. ارتفاع سد از بستر رودخانه ۵۷ متر و طول تاج سد ۴۱۱ متر است.

## پیشینه
مطالعات احداث سد فینسک از سال ۱۳۸۶ آغاز شد و تا سال ۹۱ به پایان رسید، پروژه احداث سد فینسک در سال ۱۳۸۹ مصوبه زیست‌محیطی را از سازمان حفاظت محیط زیست ایران دریافت کرد و در سال ۱۳۹۸ در مجلس شورای اسلامی بررسی شد.

#### تضاد منافع و تخصیص اعتبار رئیس‌جمهور برای ساخت سد
در ۲۶ خردادماه سال ۱۴۰۰ قاسم تقی‌زاده خامسی، معاون آب و آبفای وزارت نیرو، صراحتاً اعلام می‌کند که احداث سد مخزنی فینسک به‌سبب خسارات مخزن و تنش‌های اجتماعی و چالش‌های دیگر حذف گردیده و گزینه‌های جایگزین برای تأمین آب منطقه هدف در دستور کار قرار گیرد.
با این وجود در آخرین روزهای دولت دوازدهم، رئیس دفتر رئیس‌جمهور در پاسخ به نامه نماینده سمنان در مجلس شورای اسلامی ایران به حسن روحانی برای تخصیص اعتبار برای ساخت سد فینسک، ۲۰ میلیارد تومان برای تسریع ساخت این سد اختصاص می‌دهد. با رسانه‌ای شدن این نامه بعدها این تخصیص اعتبار نهاد ریاست جمهوری از سوی معاونت حقوقی وزارت نیرو لغو می‌شود.

#### راه حل جایگزین وزارت نیرو در دولت سیزدهم
در آبان ماه ۱۴۰۰ در جلسه ریاست جمهوری در استان سمنان، علی اکبر محرابیان، وزیر نیرو، بیان می‌کند که برای آب شرب سمنان از نظر ظرفیت مشکلی وجود ندارد و چشمه روزیه به تنهایی می‌تواند آب شرب مورد نیاز را تأمین کند. همچنین با توجه به بالاتر از متوسط کشوری بودن مصرف آب بخش کشاورزی در سمنان، بر لزوم اقدام برای صرفه جویی در آب مصرفی در بخش کشاورزی سمنان تأکید می‌کند. برای آب مورد نیاز صنعت وزیر مهم‌ترین منبع را استفاده از پساب در صنعت معرفی کرد که ۱۰۰ لیتر بر ثانیه آمادگی تخصیص (در صورت درخواست) وجود دارد و این مقدار می‌تواند طی ۲ سال (با افزایش ظرفیت تصفیه خانه‌ها در استان) به ۳۵۰ لیتر در ثانیه (۱۲۷ میلیون لیتر در سال) افزایش یابد.
در سوم آذر ماه ۱۴۰۱، رئیس سازمان حفاظت از محیط زیست به دلیل خشک شدن ۱۵ هزار هکتار از تالاب میانکاله گفت: پروژه سد فینسک منتفی است و اگر بنا باشد سدی هم احداث شود حتماً جای آن تغییر پیدا خواهد کرد. تالاب میانکاله متصل به دریاچه خزر بوده و ارتفاع آب در آن طابع ارتفاع آب در دریای خزر است. در سالهای اخیر با کاهش ارتفاع آب دریای خزر عمل پمپاژ آب دریا به تالاب انجام شده است و پیش‌بینی می‌شود با قطع شدن اتصال خلیج گرگان با دریا، به تدریج کاملاً تالاب میانکاله خشک شود.

## نظرات موافق و مخالف در مورد سد
طرح سد فینسک تاکنون با مخالفت‌های بسیاری همراه بوده است. به عقیده بسیاری از کارشناسان و فعالان محیط زیست، راه‌اندازی این سد، باعث از بین رفتن صنایع در استان‌های گلستان و مازندران می‌شود و از طرف دیگر خشک‌شدن بستر رودخانه‌ها، فرسایش خاک و بسیاری دیگر از معضلات و مشکلات زیست‌محیطی را در پی خواهد داشت.
برخی کارشناسان در نظر نگرفتن حقوق حقابه برای مصرف‌کنندگان و محیط زیست پایین دست سد فینسک را یکی از اعتراضات جامعه فنی و کارشناسی نسبت به پروژه فینسک برمی‌شمارند.
موافقان طرح ساخت سد، عمدتاً کاهش محسوس آورد آب چشمه‌های آب تأمین کننده آب سمنان، به خصوص از سال ۱۴۰۰ به بعد را دلیل اقدام برای ساخت این سد اعلام کرده‌اند، اما ذکر نشده چگونه سد فینسک با قابلیت تأمین ۷٫۵ میلیون متر مکعب آب در سال که در مقابل نیاز و مصرف آب استان مقداری ناچیز است می‌تواند راه حل مشکل کم‌آبی باشد.